# Střední průmyslová škola stavební Liberec
Střední průmyslová škola stavební v Liberci (plným názvem Střední průmyslová škola stavební, Liberec 1, Sokolovské náměstí 14, příspěvková organizace) je střední průmyslová škola založená již roku 1876 jako škola víceoborová s oddělením stavebním, strojírenským a chemickým, čímž byla po brněnské a černovické (dnes ležící na Ukrajině) třetí nejstarší průmyslovou školou mimo území samotného Rakouska a dnes je možné ji společně se Střední průmyslovou školou strojní a elektrotechnickou v Liberci považovat za druhou nejstarší průmyslovou školou na území Česka. Původně škola sídlila v prostorách při dnešní Masarykově třídě, kde dodnes zůstala jen strojní průmyslovka. Stavební škola sídlí od roku 1953, kdy se oddělila od původní průmyslovky, na Sokolovském náměstí v Liberci a její součástí jsou i historické objekty Valdštejnských domků a Appeltův dům. Školu navštěvuje ročně více než 300 žáků. Všechny vyučované obory jsou zakončeny maturitní zkouškou.

## Studijní obory
Ve škole se v současnosti vyučují dva čtyřleté maturitní obory denního studia:

### Stavebnictví (36-47-M/01)
Zaměření na „Architekturu a konstrukci pozemních staveb“, kde základem je výuka vlastností stavebních materiálů, technologie postupů při výstavbě domů, navrhování jednoduchých stavebních konstrukcí pozemních staveb, zvládání práce s programy CAD, a „Inženýrské stavby“, které soustřeďují výuku více na problematiku výstavby liniových staveb, navrhování mostů a inženýrských sítí. 

### Geodézie a katastr nemovitostí (36-46-M/01)
Základem je nauka o mapování, geodézie, počtářství, kartografie, katastr nemovitostí, fotogrammetrie a kartografické rýsování. Nový ročník je otevírán vždy po čtyřech letech.

## Historie
1868: Liberecká městská rada podala žádost Zemskému sněmu ve Vídni o příspěvek na založení státní průmyslové školy
17. říjen 1875: Císařské rozhodnutí o založení průmyslové školy v Liberci.
5. leden 1876: Škole jsou přiděleny prozatímní prostory v budově Rudolfova starobince (dnešní ZŠ).
29. srpen 1876: Ministerstvo školství schválilo učební plány pro tři oddělení: chemické, stavební a strojní ve třech větvích: vyšší průmyslové škole, mistrovské škole a pokračovací škole kresličské a modelářské.
28. říjen 1876: Výuka na K. K. Staatsgewerbeschule in Reichenberg je slavnostně zahájena, zatím jen ve stavebním a strojním oddělení.
1. září 1877: Zahajuje výuka také v oddělení chemickém.
1879: První maturitní zkoušky na stavebním a strojním oddělení.
září 1879: Otevřena první budova školy – chemický pavilon (č.p. 445–I).
1882–1884: Podél ulice Císaře Josefa (dnešní Masarykovy třídy) vystavěn přední trakt třípodlažní hlavní školní budovy v novorenesančním slohu (č.p. 460–I). Stavbu provedl liberecký stavitel Adolf Bürger.
1885: Postavena první část přízemní budovy dílen.
1892: Postavena druhá, dvoupodlažní část budovy dílen.
1895–1897: Proběhla druhá etapa výstavby hlavní budovy, kdy byly kolmo na stávající trakt přistavěna dvě křídla. Tím byla ukončena výstavba areálu školy vyprojektovaného jejím profesorem F. X. Dautem.
1911: Škola zakoupila první osobní automobil a začala pořádat řidičské kurzy.
1920: Čeština se stala povinným vyučovacím předmětem, odborné předměty se stále vyučují v němčině.
1922: Modernizace vybavení strojních dílen a reforma učebních plánů.
Konec 30. let: Původní objekt dílen je přestavěn na dvoupodlažní budovu.
1937: Vznikla státní československá průmyslová škola, jejím sídlem je Appeltův dům (dnešní stavební průmyslová škola), o rok později již ani nezahájila.
Za druhé světové války dochází vzhledem k odchodu studentů na frontu k postupnému útlumu výuky.
1945: Po skončení války je přípravou výuky na Státní průmyslové škole v Liberci pověřen profesor Jaroslav Tomsa.
1. září 1945: Zahájeno pravidelné vyučování v odděleních: vyšší škola strojnická, vyšší škola chemická, vyšší škola stavitelská, mistrovská škola strojnická, mistrovská škola elektrotechnická, odborná škola pro drogisty. Škola měla 11 tříd, 418 žáků (6 dívek) a 19členný profesorský sbor.
1947: První poválečné maturitní zkoušky.
1948: Za svou činnost v Československém junáku byl z funkce ředitele odvolán profesor Tomsa.
1949–1950: Oprava chemického pavilonu a adaptace dvou místností v suterénu hlavní budovy na provizorní tělocvičnu.
1951: Došlo ke změně názvu školy na Vyšší průmyslovou školu v Liberci se čtyřletými školami vyššími: chemickou, strojnickou a stavební a dvouletými školami elektrotechnickou a strojnickou.
1952: S podporou školy bylo rozhodnuto postupně přesunout chemickou průmyslovku do Ústí nad Labem. Od školního roku 1954/55 tak nebyly otevírány první ročníky v tomto oboru.
1952–1953: Svou činnost zahájila večerní škola, která měla umožnit mnoha pracovníkům průmyslu doplnit si vzdělání.
1. září 1953: Odštěpením vznikla samostatná stavební průmyslovka s názvem Vyšší průmyslová škola stavební, jejím sídlem je stal Appeltův dům na Sokolovském náměstí s přístavbou učebního traktu a ředitelem se stal Jan Tauš.
1956: Došlo k rozšíření nabídky studia zahájením vyučování v oboru dopravní stavitelství k již vyučovanému oboru pozemního stavitelství.
1959–1960: Vybudování přístavby školní tělocvičny navazující na Heliovou ulici. 
1962–1963: Vybudování přístavby šaten pro žáky.
1964: Výstavba školních dílen pro odbornou praxi.
1976: Dokončení výstavby I. etapy přístavby učeben ve Větrné uličce za Valdštejnskými domky a rekonstrukce předních částí Valdštejnských domků.
1979: Dokončení výstavby II. etapy přístavby učeben ve Větrné uličce za Valdštejnskými domky. Obě etapy byly realizovány v Akci „Z“ svépomocí učitelů a žáků školy. 
1986: Vybudování počítačové učebny nástavbou nad tělocvičnou.
1990: Zahájení vyučování v oboru Geodézie, později Geodézie a katastr nemovitostí. 
1991: Škola získala právní subjektivitu.
1994: Požár a následná částečná rekonstrukce Appeltova domu. 
2001: Zřizovatelem školy se stal Liberecký kraj.

## Významné osobnosti

### Ředitelé

#### Víceoborová průmyslovka
1. 1876–1877: Gustav Martin Wunder[1] (*26. 10. 1830, † 20. 9. 1885)
2. 1877–1907: Franz Richter († 18. 8. 1907)
3. 1907–1913: Hans Hartl († 11. 10. 1939), matematik a fyzik
4. 1913–1922: Ferdinand Breinl (1857–1922)
5. 1922–1924: Karl Hanofsky († 1931), pouze zastupující ředitel, nebyl jmenován
6. 1924–1938: Dr. techn. Paul Artmann
7. 1938–1945: Jakob Müller
8. 1945–1948: Jaroslav Tomsa (13. 7. 1906 – 15. 8. 2000)
9. 1948–1952: Ing. Jan Cibulka (28. 7. 1903 – 5. 1. 1989)
10. 1952–1953: Luboš Kopáč (29. 9. 1908 – 11. 3. 1983)

#### Samostatná stavební průmyslovka
1. 1953–1968: Ing. Jan Tauš († 4/1968)
2. 1968–1990: Ing. Josef Lufinka (*20.7.1930 – †3.9.1999)
3. 1990–2001: Ing. Václav Šefčík (*11.8.1941 – †20.8.2017)
4. 2001–2013: Ing. Jan Lajer (*30.5.1944)
5. od 2013: Mgr. Radek Cikl (*30.5.1964)

#### Významní učitelé
- Max Kühn (1877–1944), architekt
- Jan Dubový, (1892–1969) architekt
- Karel Winter (1894–1964), architekt
- Svatopluk Technik (1913–2010), architekt

#### Absolventi
- Adolf Loos (10.12.1870 – 23.8.1933), architekt
- Josef Zasche (9.11.1871 – 11.10.1957), architekt
- Rudolf Bitzan (18.5.1872 – 2.11.1938), architekt
- Robert Hemmrich (1.1.1871 – 15.4.1946), architekt
- Otakar Binar (*17.6.1931), architekt
- Petr Stolín (*25.6.1958), architekt
- Ladislav David (*5.3.1961), architekt
- Pavel Benc (*10.7.1963), český běžec na lyžích, účastník ZOH 1984, 1988, 1992 a 1994
- Petr Skokan (*27.5.1963), český politik, bývalý starosta, hejtman Libereckého kraje a poslanec PČR
- Miroslav Pelta (*27.11.1964), český fotbalový brankář, fotbalový funkcionář, podnikatel, v letech 2011-2017 předseda Fotbalové asociace České republiky
- Nicol Lenertová (*26.11.1974), moderátorka
- Milan Kocourek (*1946), novinář a publicista[2]
- Ondřej Fiedler (*1992), hudebník a producent